# روبرت سميث (صحفي)
روبرت سميث (بالإنجليزية: Robert Smith)‏ هو صحفي أمريكي، ولد في 31 ديسمبر 1967.